# Benoît Vaugrenard
Benoît Vaugrenard (Vannes, 5 januari 1982) is een voormalig Frans wielrenner die zijn gehele profloopbaan reed voor Groupama-FDJ.
Vaugrenard staat vooral bekend als een tijdrijder en een aanvaller. In 2007 behaalde hij de Franse nationale titel in het tijdrijden. In datzelfde jaar won hij ook de Polynormande.

## Belangrijkste overwinningen
2000
1e en 2e etappe Route van de Toekomst
Eindklassement Route van de Toekomst
2007
 Frans kampioen tijdrijden, Elite
Polynormande
2008
4e etappe Ronde van de Limousin
3e etappe Ronde van Poitou-Charentes
Eindklassement Ronde van Poitou-Charentes
2009
GP van Isbergues
2010
1e etappe Ronde van de Algarve
5e etappe Vierdaagse van Duinkerke

## Resultaten in voornaamste wedstrijden
| Jaar | Ronde van Italië | Ronde van Frankrijk | Ronde van Spanje |
| ---- | ---------------- | ------------------- | ---------------- |
| 2004 | 136e             |                     |                  |
| 2005 |                  |                     | 125e             |
| 2006 |                  | 86e                 |                  |
| 2007 |                  | 83e                 |                  |
| 2008 |                  | 82e                 |                  |
| 2009 |                  | 142e                |                  |
| 2010 |                  | 96e                 |                  |
| 2011 |                  |                     |                  |
| 2012 |                  |                     | 136e             |
| 2013 |                  |                     |                  |
| 2014 |                  |                     |                  |
| 2015 |                  | 113e                |                  |
| 2016 | 90e              |                     |                  |
| 2017 | 103e             |                     |                  |
| 2018 |                  |                     |                  |
| 2019 |                  |                     |                  |

| Jaar | Milaan-San Remo | Parijs-Roubaix | Amstel Gold Race | Luik-Bast.‑Luik | Ronde van Lombardije | Waalse Pijl | Parijs-Tours | Brabantse Pijl |  | Wereldranglijsten |
| ---- | --------------- | -------------- | ---------------- | --------------- | -------------------- | ----------- | ------------ | -------------- |  | ----------------- |
| 2004 |                 | opgave         |                  |                 |                      |             |              |                |  |                   |
| 2005 |                 |                |                  |                 |                      | 55e         | 127e         |                |  |                   |
| 2006 |                 |                |                  | opgave          |                      |             |              |                |  |                   |
| 2007 |                 |                |                  | 62e             |                      | 122e        |              |                |  |                   |
| 2008 | 74e             |                | 14e              | 14e             |                      | 20e         |              |                |  |                   |
| 2009 | 28e             |                | 12e              | 8e              |                      | 47e         |              | 10e            |  | 125e (UWK)        |
| 2010 | 80e             |                | 28e              | 14e             | opgave               | 93e         | 160e         |                |  | 201e (UWK)        |
| 2011 | 80e             |                |                  |                 |                      |             |              | 25e            |  |                   |
| 2012 |                 |                | 50e              | 33e             |                      | 60e         | opgave       |                |  |                   |
| 2013 |                 |                | 22e              | 11e             |                      | 64e         | 149e         |                |  |                   |
| 2014 |                 |                | 55e              | 110e            |                      | 44e         |              |                |  |                   |
| 2015 | 128e            |                | 106e             | opgave          |                      | 96e         | opgave       |                |  |                   |
| 2016 |                 |                | 94e              | 75e             |                      | 125e        | 134e         |                |  |                   |
| 2017 |                 |                | 84e              | 108e            |                      |             | 65e          |                |  |                   |
| 2018 |                 |                | 84e              | 119e            |                      | 97e         |              |                |  |                   |
| 2019 |                 |                | opgave           | opgave          |                      |             |              |                |  |                   |

## Ploegen
- 2002 –  La Française des Jeux (stagiair vanaf 1-9)
- 2003 –  Fdjeux.com
- 2004 –  Fdjeux.com
- 2005 –  Française des Jeux
- 2006 –  Française des Jeux
- 2007 –  Française des Jeux
- 2008 –  Française des Jeux
- 2009 –  Française des Jeux
- 2010 –  Française des Jeux
- 2011 –  FDJ
- 2012 –  FDJ-BigMat
- 2013 –  FDJ.fr [a]
- 2014 –  FDJ.fr
- 2015 –  FDJ
- 2016 –  FDJ
- 2017 –  FDJ
- 2018 –  Groupama-FDJ
- 2019 –  Groupama-FDJ

Wielerploegen van Benoît Vaugrenard
Bodo ·
Casar ·
Casper ·
Cooke ·
Da Cruz ·
Durand ·
Fritsch ·
Guesdon ·
Lhuiller ·
McGee ·
Mengin ·
Nazon ·
Pencolé ·
Perque ·
Robin ·
Vogondy ·
Wiggins ·
Wilson ·
Bichot (stagiair) ·
Gilbert (stagiair) ·
Vaugrenard (stagiair)
Casar ·
Casper ·
Cooke ·
Da Cruz ·
Derepas ·
Durand ·
Eisel ·
Fritsch ·
Gilbert ·
Guesdon ·
Lhuiller ·
McGee ·
Mengin ·
Pichon ·
Robin ·
Roy ·
Sanchez ·
Vaugrenard ·
Vogondy ·
Wiggins ·
Wilson ·
Gérard (stagiair) ·
Renshaw (stagiair) ·
Vaillant (stagiair)
Bichot ·
Casar ·
Cooke ·
Da Cruz ·
Derepas ·
Eisel ·
Fritsch ·
Gilbert ·
Guesdon ·
Löfkvist ·
McGee ·
Mengin ·
Mourey ·
Renshaw ·
Robin ·
Roy ·
Sanchez ·
Vaugrenard ·
Vogondy ·
Wilson ·
Gérard (stagiair) ·
Humbert (stagiair) ·
Perche (stagiair) 
Auger ·
Bichot ·
Casar ·
Cooke ·
Da Cruz ·
Delage ·
Detilloux ·
Di Grégorio ·
Eisel ·
Finot ·
Gérard ·
Gilbert ·
Guesdon ·
Jégou ·
Löfkvist ·
McGee ·
McLeod ·
Mengin ·
Monnerais ·
Mourey ·
Renshaw ·
Roy ·
Sanchez ·
Vaugrenard ·
Veikkanen ·
Wilson ·
Drujon (stagiair) ·
Jeandesboz (stagiair) ·
Patanchon (stagiair) 
Auger ·
Bichot ·
Casar ·
Da Cruz ·
Delage ·
Detilloux ·
Di Grégorio ·
Eisel ·
Finot ·
Gérard ·
Gilbert ·
Guesdon ·
Jégou ·
Joly ·
Ladagnous ·
Larsson ·
Leblacher ·
Löfkvist ·
McGee ·
McLeod ·
Mengin ·
Monnerais ·
Mourey ·
Patanchon ·
Roy ·
Vaugrenard ·
Veikkanen ·
Cherel (stagiair) ·
Gudsell (stagiair) ·
Jeandesboz (stagiair) 
Auger ·
Casar ·
Chavanel ·
Cherel ·
Da Cruz ·
Delage ·
Detilloux ·
Di Grégorio ·
Gérard ·
Gilbert ·
Gudsell ·
Guesdon ·
Jégou ·
Joly (tot 30/06) ·
Ladagnous ·
Lindgren ·
Löfkvist ·
Marichal ·
McGee ·
McLeod ·
Mengin ·
Monnerais ·
Mourey ·
Patanchon ·
Roy ·
Vaugrenard ·
Veikkanen ·
Demaret (stagiair) ·
Offredo (stagiair) ·
Roux (stagiair) 
Casar ·
Chavanel ·
Cherel ·
Coppel ·
Delage ·
Di Grégorio ·
Gérard ·
Gilbert ·
Gudsell ·
Guesdon ·
Hoetarovitsj ·
Jégou ·
Joly ·
Ladagnous ·
Le Boulanger ·
Levarlet ·
Meersman ·
Mengin ·
Monnerais ·
Mourey ·
Offredo ·
Roux ·
Roy ·
Stubbe ·
Vanendert ·
Vaugrenard ·
Veikkanen ·
Dauga (stagiair) ·
Duval (stagiair) ·
Sulzberger (stagiair) 
Casar ·
Chavanel ·
Cherel ·
Coppel ·
Di Grégorio ·
Duval ·
Gérard ·
Geslin ·
Gudsell ·
Guesdon ·
Hoetarovitsj ·
Joly ·
Ladagnous ·
Le Mével ·
Levarlet ·
Meersman ·
Mourey ·
Offredo ·
Roux ·
Roy ·
Sulzberger ·
Vaugrenard ·
Veikkanen ·
Bar (stagiair) · 
Courteille (stagiair) ·
Dauga (stagiair) 
Bonnaire ·
Casar ·
Cazaux ·
Chavanel ·
Di Grégorio ·
Duval ·
Gérard ·
Geslin ·
Gudsell ·
Guesdon ·
Hoetarovitsj ·
Ladagnous ·
Le Mével ·
Meersman ·
Mourey ·
Offredo ·
Pinot ·
Roux ·
Roy ·
Sulzberger ·
Vaugrenard ·
Veikkanen ·
Vichot ·
Bennett (stagiair) ·
Bouhanni (stagiair) ·
Capdepuy (stagiair) 
Bonnaire ·
Bonnet ·
Bouhanni ·
Casar ·
Chainel ·
Courteille ·
Delage ·
Fédrigo ·
Gérard ·
Geslin ·
Guesdon ·
Hoetarovitsj ·
Jeannesson ·
Ladagnous ·
Meersman ·
Mourey ·
Offredo ·
Pauriol ·
Pineau ·
Pinot ·
Rollin ·
Roux ·
Roy ·
Soupe ·
Sulzberger ·
Vaugrenard ·
Vichot ·
Démare (stagiair) ·
Elissonde (stagiair) ·
Schmidt (stagiair) 
Bonnet ·
Boucher ·
Bouhanni ·
Casar ·
Chainel ·
Courteille ·
Delage ·
Démare ·
Elissonde ·
Fédrigo ·
Gérard ·
Geslin ·
Guesdon (tot 08/04) ·
Hoetarovitsj ·
Jeannesson ·
Ladagnous ·
Mourey ·
Offredo ·
Pauriol ·
Pineau ·
Pinot ·
Rasch ·
Rollin ·
Roux ·
Roy ·
Soupe ·
Vaugrenard ·
Veikkanen ·
Vichot ·
Bergeret (stagiair) ·
Sepúlveda (stagiair) ·
Viennet (stagiair) 
Bonnet ·
Boucher ·
Bouhanni ·
Casar ·
Courteille ·
Delage ·
Démare ·
Elissonde ·
Fédrigo ·
Fischer ·
Geniez ·
Geslin ·
Jeannesson ·
Ladagnous ·
Le Bon ·
Mangel ·
Mourey ·
Offredo ·
Pichon ·
Pineau ·
Pinot ·
Rollin ·
Roux ·
Roy ·
Soupe ·
Vaugrenard ·
Veikkanen ·
Vichot ·
Viennet ·
Guérin (stagiair) ·
Le Gac (stagiair) ·
Poitevin (stagiair) 
Bonnet · Boucher · Bouhanni · Chavanel · Courteille · Delage · Démare · Elissonde · Fédrigo · Fischer · Geniez · Geslin · Jeannesson · Ladagnous · Le Bon · Le Gac · Lecuisinier · Mangel · Mourey · Offredo · Pichon · Pineau · Pinot · Roux · Roy · Soupe · Vaugrenard · Veikkanen · Vichot · Viennet · Manzin (stagiair) · Martin (stagiair) · Sarreau (stagiair)
Bonnet · Boucher · Chavanel · Courteille · Delage · Démare · Elissonde · Fischer · Geniez · Geslin · Jeannesson · Ladagnous · Le Bon · Le Gac · Lecuisinier · Manzin · Morabito · Mourey · Offredo · Pichon · Pineau · Pinot · Reza · Roux · Roy · Sarreau · Vaugrenard · Veikkanen · Vichot · Doubey (stagiair) · Fournier (stagiair) · Gesbert (stagiair)
Bonnet · Chavanel · Courteille · Delage · Démare · Eiking · Elissonde · Fischer · Fournier · Geniez · Hoelgaard · Konovalovas · Ladagnous · Le Bon · Le Gac · Lecuisinier · Maison · Manzin · Morabito · Offredo · Pichon · Pineau · Pinot · Reichenbach · Reza · Roux · Roy · Sarreau · Vaugrenard · Vichot · Doubey (stagiair) · Gaudu (stagiair) · Vincent (stagiair)
Bonnet · Cimolai · Courteille · Delage · Démare · Eiking · Fournier · Gaudu · Guarnieri · Hoelgaard · Konovalovas · Ladagnous · Le Bon · Le Gac · Ludvigsson · Maison · Manzin · Molard · Morabito · Pineau · Pinot · Reichenbach · Reza · Roux · Roy · Sarreau · Vaugrenard · Vichot · Vincent · Armirail (stagiair) · Madouas (stagiair) · Seigle (stagiair)
Armirail · Bonnet · Cimolai · Delage · Démare · Duchesne · Gaudu · Guarnieri · Hoelgaard · Konovalovas · Ladagnous · Le Gac · Ludvigsson · Madouas · Molard · Morabito · Pinot · Preidler · Reichenbach · Roux · Roy · Sarreau · Seigle · Sinkeldam · Thomas · Vaugrenard · Vichot · Vincent
Armirail · Bonnet · Delage · Démare · Duchesne · Frankiny · Gaudu · Geniets · Guarnieri · Hoelgaard · Konovalovas · Küng · Ladagnous · Le Gac · Ludvigsson · Madouas · Molard · Morabito · Pinot · Preidler · Reichenbach · Roux · Sarreau · Scotson · Seigle · Sinkeldam · Thomas · Vaugrenard · Vincent · Brunel (stagiair) · Jerman (stagiair) · Louvel (stagiair)